# 田中惠次
田中 惠次（たなか けいじ、1961年3月16日 - ）は、日本の実業家。住商テキスタイル代表取締役社長等を経て、ジュピターショップチャンネル代表取締役社長。

## 人物・経歴
大阪府出身。1983年神戸大学経営学部卒業、住友商事入社。イタリア住友商事取締役繊維部長や、住商テキスタイル代表取締役社長、大阪繊維部長を経て、2009年ファッション事業部長。2010年ダイレクトマーケティング事業部長。2012年理事ライフスタイル・リテイル事業本部副本部長。2014年理事ライフスタイル・リテイル事業本部長。2016年執行役員メディア・生活関連事業部門長補佐に昇格。
この間、2010年からジュピターショップチャンネル取締役を務めた。10年ぶりの社長交代により2017年からジュピターショップチャンネル代表取締役社長を務め、顧客関係管理強化等により2018年3月期での増収増益を果たした。またテレビ離れに対応しソーシャル・ネットワーキング・サービスでの動画配信など電子商取引シフトによる通信販売事業の強化にあたった。趣味はスポーツ。柔道2段。愛読書は竜馬がゆく。